# KeroQ
KeroQ（日语：ケロQ）是Moonphase股份有限公司（ムーンフェイズ株式会社）旗下的成人遊戲品牌。Moonphase公司的前身是1998年設立的有限公司，2005年組織變更將公司名改為現在的Moonphase。2005年現在的代表取締役是在該公司擔任劇本及原畫的SCA-自（至《終之空》為止前是にのみー隊長）。
名稱取自於（化學）、（邏輯）、「Question」（問題）的第一個字。
製作的遊戲具獨特的世界觀，有許多濃厚的支持玩家。
Moonphase股份有限公司旗下除了KeroQ之外，還持有枕、PetitKeroQ（日语：プチケロQ）。2013年，製作コトバの消えた日 〜心まで裸にする純愛調教〜時，PetitKeroQ改名為Puchikero（日语：ぷちけろ）。

## 作品列表

### KeroQ
- 1999年8月27日 - 終之空（終ノ空）
- 2000年11月30日 - 二重影（日语：二重影）
- 2001年11月30日 - 二重箱
- 2003年1月31日 - モエかん（日语：モエかん）
- 2004年6月11日 -
- 2010年3月26日 - 美好的日子 ～不連續存在～（素晴らしき日々 ～不連続存在～）
- 2018年7月20日 - 美好的日子 ～不連續存在～ FullvoiceHD版（素晴らしき日々 〜不連続存在〜 フルボイスHD版）
- 凍結 -

### 枕
- 2006年6月23日 -　H2O -FOOTPRINTS IN THE SAND-
- 2007年10月26日 - √after and another
- 2008年9月26日 - Supreme Candy（しゅぷれ～むキャンディ ～王道には王道たる理由があるんです!～）
- 2011年7月29日 - 倏然之間戀上你（いきなりあなたに恋している）
- 2013年3月29日 - 向日葵的教会与长夏假期（向日葵の教会と長い夏休み）
- 2015年10月23日 - 櫻之詩（サクラノ詩 -櫻の森の上を舞う-）
- 2023年2月24日 - 樱之刻（サクラノ刻 -櫻の森の下を歩む-）

### PetitKeroQ
- 2007年8月31日 - TV消失之日（テレビの消えた日）

### Puchikero
- 2014年1月31日 -

## 製作人員
- 製作人、劇本：SCA-自
- 製作指揮：いいださとみ
- 原畫、美工：SCA-自、基4%、硯、籠目（かごめ）、砌煉炭、梱枝りこ、日比野翔、NAKAM、たけぽにあん
- 程式腳本：貓基地
- 雜務：貓基地、コブライカ

### 外包製作人員
- 劇本、程式腳本：藤倉絢一、柚子璃刃、雅旅館（みやび旅館）
- 劇本助理：まじか、柚鈴
- 原畫、背景：吉田誠治
- 音樂：BLASTERHEAD、PixelBee

### 離職員工
- 原畫：にのみー隊長、2C＝がろあ～、月音（つきのん）
- 美工：ひなたひかげ、深森（みもり）
- 程式：プログラム体操

## 外部連結
- ケロＱ＆枕官方網站 （页面存档备份，存于）（日語）
- ケロＱ官方網站 （页面存档备份，存于）（日語）
- 枕 -makura web -官方網站 （页面存档备份，存于）（日語）
- プチケロＱ官方網站 （页面存档备份，存于）（日語）
- ケロQ/枕的X（前Twitter）（日語）